# Witold Roland
Witold Roland, właśc. Witold Konopka (ur. 1898, zm. 27 maja 1929 pod Łowiczem) – polski aktor.

## Życiorys
Był synem pary aktorskiej Teodora (1862–1928) i Heleny Marii z Szymborskich (1872–1952), bratem aktora Jerzego.
Ukończył szkołę handlową, a następnie studiował architekturę na politechnice. Uczestniczył w wojnie polsko-bolszewickiej. W Wojsku Polskim został mianowany podchorążym. Przerwał studia i w 1920 debiutował na scenie Teatru Polskiego w Warszawie. Występował również na innych scenach warszawskich – Teatrze Letnim, teatrze „Ćwiklińskiej i Fertnera”, teatrach rewiowych „Perskie Oko” i „Morskie Oko”. W latach 1922–1924 występował w Teatrze Narodowym w Toruniu. Odtwarzał głównie role amantów i role komediowe, w teatrach rewiowych występował jako tancerz i piosenkarz.
Adam Grzymała-Siedlecki pisał o nim: „z warunków fizycznych i z temperamentu żywa kopia ojca. Przerastał go jednak zdatnością aktorską, zwinną zdolnością do przeistaczania się w charakter, a co w synu romantyka najbardziej interesujące: vis comica”. Zagrał również kilka ról filmowych.
27 maja 1929 poniósł śmierć w wypadku drogowym ok. 3–4 km przed Łowiczem, podróżując wraz z czterema osobami z kabaretu „Morskie Oko” w Warszawie do Poznania, gdy samochód marki Chevrolet prowadzony przez Eugeniusza Bodo na zakręcie wypadł z jezdni i stoczył się z ok. 4-metrowego nasypu (według innego źródła kierowca w ciemnościach wpadł samochodem na nieoznakowaną stertę kamieni). Witold Roland zmarł na miejscu m.in. w wyniku złamania kręgosłupa.
Spoczywa na cmentarzu Powązkowskim w Warszawie (kwatera L-1-22).

## Spektakle teatralne (wybór)
- 1926 – Tik–Tak, „Perskie Oko”
- 1928 – Maya, teatr „Sensacji”
- 1928 – Wielka rewia karnawałowa, „Morskie Oko”
- 1928 – To co najlepsze, „Morskie Oko”
- 1928 – Klejnoty warszawy, „Morskie Oko”